# MC Alger (volleyboll)
MC Algers volleybollsektion är aktiv i Alger, Algeriet. Den var en del av MC Alger från verksamhetens start 1941 och fram till 2008, och är det åter sedan 2020. Mellan 2008 och 2020 var den, liksom övriga MC Alger's sektioner, med undantag för fotbollen, en del av Groupement sportif des pétroliers (GSP). GSP var, liksom MC Alger, kontrollerat av Sonatrach. Klubben är Algeriets mest framgångsrika på damsidan och en av de mest framgångsrika på herrsidan. 
I Algeriet har damlaget har vunnit algeriska mästerskapen 30 gånger och algeriska cupen 28 gånger. Internationellt har de vunnit Women's African Club Championship en gång (2013/2014) och Arab Women's Sports Tournament en gång (2019/2020) De har också tagit silver i arabiska klubbmästerskapen.
I Algeriet har herrlaget har vunnit algeriska mästerskapen 10 gånger och algeriska cupen 13 gånger. Internationellt har de vunnit Men's African Club Championship två gånger (1987/1988 och 2006/2007) och arabiska klubbmästerskapen en gång (2019/2020)